# Bob Lackey
Robert Lackey, detto Bob (Evanston, 4 aprile 1949 – Evanston, 4 giugno 2002), è stato un cestista statunitense, professionista nella ABA e in Francia.

## Carriera
Venne selezionato dagli Atlanta Hawks al quinto giro del Draft NBA 1972 (71ª scelta assoluta).

## Palmarès
- Campionato francese: 1

ASVEL: 1976-77